# マヒンジャウリ (バトゥミ)
マヒンジャウリ（グルジア語: მახინჯაური、グルジア語ラテン翻字: Makhinjauri、グルジア語発音: [mɑxindʒɑuri]）は、ジョージアのアジャリア自治共和国にある集落（ダバ）。アジャリア自治共和国の首都バトゥミの北5キロメートルの黒海沿岸に位置し、海岸リゾート地として機能している。行政上、マヒンジャウリは1959年から2011年までヘルヴァチャウリ地区の一部であり、2011年からはバトゥミ市の一部となった。

## 地理
海抜15メートルから1,300メートルの範囲にあり、温暖湿潤気候に属する。バトゥミと比較して夏は涼しく、冬は暖かい傾向にある。ジョージア南西部黒海沿岸バトゥミ近郊にあるリゾート群の一部を成し、温泉が豊富である。

## 歴史
マヒンジャウリという地名は、ジョージア語で「醜い」「損傷した」を意味する「マヒンジ」（グルジア語: მახინჯი、グルジア語ラテン翻字: Makhinji）に由来する。言い伝えによると、この地域はオスマン帝国兵士によるキリスト教徒勢力の弾圧の場であり、何人かの市民が身体をばらばらにされた。
亜熱帯性の機能と硫酸塩泉により、当時のマヒンジャウリ村はロシア帝国統治下で1904年頃からリゾート地として発展した。シベリアに金鉱山を所有していたロシア商人アレクサンドル・シビリャコフはマヒンジャウリに別荘を建設し、現在はレストハウス「ナリンジ」として使用されている。ロシア第一革命によるコーカサスの混乱下の1906年、マヒンジャウリではアメリカ副領事として駐在していたイギリス人外交官ウィリアム・ホーウッド・スチュアートの殺人事件が発生し、米英露の外交事案となった。
ソビエト連邦統治下の1959年、マヒンジャウリには都市型集落（ダバ）に指定された。グルジアSSR時代には気候療法や硫黄泉を備えた健康リゾート地として普及した。
2006年頃からマヒンジャウリのインフラが改善され、近代化が進んだ。主要プロジェクトとしては、地域の中心都市であるバトゥミへのアクセス改善のための新鉄道駅建設が挙げられる。2015年のバトゥミ中央駅開業までは、マヒンジャウリの鉄道駅がバトゥミ都市圏への鉄道アクセス拠点を担っていた。またバトゥミ＝コブレティ複合トンネルの一部として、チャクヴィとマヒンジャウリを結ぶ自動車専用トンネルが建設された。